# Новодонка
Новодонка — деревня в Исилькульском районе Омской области. Входит в состав Украинского сельского поселения.

## История
Основана в 1906 г. В 1928 г. посёлок Ново-Донской состоял из 115 хозяйств, основное население — украинцы. Центр Ново-Донского сельсовета Исилькульского района Омского округа Сибирского края.

## Население
| 1926 | 2002 | 2010 |
| ---- | ---- | ---- |
| 658  | ↘355 | ↘283 |